# Проект 941 „Акула“
Проектът 941 „Акула“ е съветски проект от 80-те години на XX век за разработка на атомни подводници със стратегическо предназначение.
С водоизместимост 48 хиляди тона, това са най-големите подводници строени някога, като предоставят поносими условия на живот за екипажа при потапяне в продължение на месеци. Построени са общо 6 подводници от този клас. Последните от тях са изведени от служба през 2012 година, заменени от новите руски подводници „Борей“.